# Famille du Bouays de Couësbouc
La famille du Bouay est une famille originaire de Bretagne, maintenue  de noblesse d'ancienne extraction en 1669 sur une filiation suivie remontant à 1447.

## Histoire
Selon Gustave Chaix d'Est-Ange, la filiation suivie de la famille remonte à Jean du Bouays, trésorier extraordinaire de Bretagne, cité à partir de 1447 et qui possédait la seigneurie de Puismauger, située dans la paroisse de Toussaints.

## Personnalités
- Alexis Louis Gordien du Bouays de Couësbouc (1731-1827), chef chouan responsable de la division de Vitré de l'Armée catholique et royale de Rennes et de Fougères[2][réf. incomplète].
- Geoffroy du Bouays de Couësbouc, maire de Saint-Fiacre-sur-Maine, de 1949 à 1973.

## Armoiries
- De sable à la fasce d'argent bordée de gueules.[3]

## Alliances
Les principales alliances de la famille du Bouays de Couësbouc sont : de la Fruglaye, Goüyon, de Bréhan, de Beschart, du Perrier, de Chateaubriand, de Bruc, de Robien, de la Motte de Broons, de Kerpoisson.